# 小剛 (動畫人物)
小剛（日语：タケシ），是日本動畫作品《寶可夢》的虛構角色，同時亦是無印、超世代及鑽石&珍珠時期的主角。他的夢想是成為世界上最偉大的寶可夢飼育家，於神奧地區後期夢想改為寶可夢醫生。他擁有大鋼蛇、佛烈託斯、沼躍魚及不良蛙等眾多不同的寶可夢。在動畫裡面，日文版配音演员為上田祐司；台灣中文版由于正昇担任配音；粵語（香港）TVB版由李錦綸擔任配音，ATV版由張振聲擔任；中国大陆版由赵震担任配音。
他的設計或許是用精靈寶可夢紅、綠、藍、皮卡丘、火紅、葉綠版的尼比市道館訓練家來做範本。
在西方国家中，小剛的名字被改名为“布洛克·哈里森”（英文：Brock Harrison）。

## 動畫設定
在動畫裡面，小剛原是尼比市道館訓練家。總是一副瞇瞇眼（其家族成員除了母親外，其他都是如此），為人非常細心，由於父母長時間不在，所以要照護十個弟妹，也因而變得擅長做各種家事及料理。在與小智對戰過便與小智一同旅行，目標是成為寶可夢飼育家。
小剛在一行人中扮有舉足輕重的地位，不只是負責小智等人的三餐，平時也觀照著寶可夢的健康與飲食，當寶可夢們受傷或生病不適時也會運用他豐富的知識和冷靜的態度來處理。
小剛有個壞毛病，只要一看到年紀比他大一點的美女就會立刻衝過去搭訕，並自我介紹：「妳好！小生名叫小剛！」，這時總要人去阻止他，一開始是小霞負責，到《精靈寶可夢超世代》時，曾經有一段時間沒有人阻止他，直至小霞「示範」後換成小勝，以上兩人的處理方法是抓著他的耳朵然後把他拖走。而《精靈寶可夢鑽石&珍珠》時，他在第8集收服不良蛙後，不良蛙以毒屬性招式「毒擊」麻痺他再把他拖走。在《寶可夢 旅途 目標是寶可夢大師》時則先由不良蛙以毒屬性招式「毒擊」麻痺他，再聯同小霞抓著他的耳朵然後一起把他拖走。脖細膩的觀察力讓他可以分辨不同城鎮的喬伊、君莎。而他對於火箭隊和怪盜班納伊等人偽裝的女性完全沒有感覺，曾經識破怪盜班納伊的偽裝，通常火箭隊假扮成其他裝扮時小剛也會跟小智一樣無法馬上看穿他們，但如果火箭隊假扮成喬伊或君莎就會一眼被小剛給識破。雖然有好幾次向他認識的一些女性告白成功的經驗，但常常在告白成功或差點要成功的時候被旁人拉走，或是得知該女性已有男友或是已結婚而失望。而他搭訕女性被拒絕時也會受到很大的打擊。
而除了橘子聯盟的那段期間，小剛幾乎都跟小智一起旅行。是精靈寶可夢動畫中除小智以外在隊時間最長的男性角色。直到在神奧聯盟結束之後，看著向夢想前進的小智與小光後小剛開始思考自己的未來，而在返回雙葉鎮的航程中，因火箭隊的緣故使船上的寶可夢被毒刺水母攻擊而中毒命危，在小剛的機智與努力下化解危機。這件事讓小剛找到方向，決定成為寶可夢醫生。與小智在岔路告別後返回尼比市，為考取醫生資格努力唸書而暫時不再旅行。
於BW的外傳再次出現，並協助喬伊治療花椰猴和其他受傷的小精靈，同時與天桐相遇，最後往鄰鎮實習，現今在寶可夢醫生培訓學校受訓。
SM的42及43話中，小智因為阿羅拉寶可夢學校的20周年特別課外教學回到了關都地方，大木博士讓小剛去機場接機。小剛在機場遇到了因為白滾滾暈機而手足無措的莉莉艾，便主動幫助治療，而被小智看到，當小智高興地跟他打招呼時，他卻看到漂亮的空姐而上去搭訕，結果被同來接機的小霞扭耳朵。之後，小剛一行人來到大木研究所，也幫忙解決了寶可夢們失散和火箭隊襲擊的問題。第二天，小剛和小霞也和寶可夢學校的眾人一起前往華藍市，他在路上提到尼比道館的館主是他的二弟次郎。在道館對戰中，他接受了卡奇的挑戰，並用超級進化的大鋼蛇打敗了卡奇的爆焰龜獸。
其後於旅途特別篇《被稱為神的阿爾宙斯》再次回歸，聯同小智、小光及小豪與一心尋回此前消失於時空之門的赤日的銀河隊對抗，解決神奧地區一場大浩劫。

## 寶可夢

### 無印登場的寵物小精靈
大岩蛇→大鋼蛇（超級大鋼蛇）
- 日文配音員：石塚運昇
- 登場時期：無印・AG、DP（客串）・SM（43）、旅途 目標是寶可夢大師

初登場於第5話。岩石屬性及地上屬性→鋼屬性及地上屬性，岩蛇寵物小精靈→鋼蛇寵物小精靈。大岩蛇為小剛最初的寵物小精靈，是小剛在道館的王牌，和所有岩石屬性寵物小精靈一樣，而且加上地上系屬性，因此大岩蛇十分怕水屬性和草屬性的攻擊。在AG第177話登場時已進化成大鋼蛇。在SM第43話再登場時能夠超進化，受到卡奇的爆焰龜獸的Z招式也保持不敗。
小拳石
- 日文配音員：三木真一郎
- 登場時期：無印・AG、DP（客串）

初登場於第5話。岩石屬性及地上屬性，岩石寵物小精靈。
超音蝠→大嘴蝠→叉字蝠
- 日文配音員：三木真一郎
- 登場時期：無印・AG、DP（客串）

初登場於第6話。毒屬性及飛行屬性，蝙蝠寵物小精靈。小剛的超音蝠是在與小智和小霞於月見山為了追尋皮皮的下落，在山洞內捕捉得來（超音蝠）；之後在第167話於超音蝠之館為救小剛們而進化成大嘴蝠，在第198話遺跡挖掘時，小剛的大嘴蝠為追趕火箭隊的火箭而進化成叉字蝠，但自AG起，叉字蝠已先在動畫中出現，因小剛決定在豐緣地方重新起步，故把所有之前出現的寵物小精靈都收放在家鄉——深灰道館由其弟次郎代為飼養（不包括佛烈托斯）。
六尾
- 日文配音員：愛河里花子
- 登場時期：無印

初登場於第28話。炎屬性，狐狸寵物小精靈。原主人小雪看到六尾喜歡小剛，認為他可以把六尾照顧得更好，於是把六尾交給小剛。但在旅程中，小剛一直感覺不到六尾是他的寵物小精靈。在第170話歸還給小雪。
肯泰羅（可能沒有）
- 日文配音員：小西克幸
- 登場時期：無印

初登場於第35話。小剛跟小智在野生原野區用了野生原野區專用的野生原野球來收服肯泰羅。但後來從未出現。
榛果球→佛烈托斯
- 日文配音員：石塚運昇
- 登場時期：無印・AG、DP（客串）、旅途 目標是寶可夢大師

初登場於第144話。蟲屬性→蟲屬性及鋼屬性，包葉蟲寵物小精靈。小剛是在危急情況用速度球來收服。當開心或憤怒時均會「自爆」。在第260話進化成佛烈托斯。AG第4集證實牠學會最猛烈的一般系絕招「大爆炸」。是小剛唯一一隻帶同前往豐緣地區的寵物小精靈，但是前往神奧地區時被留在深灰道館，陪伴的寶可夢改為盆才怪。

### 超世代登場的寶可夢
蓮葉童子→蓮帽小童→樂天河童
- 日文配音員：伊東→立木文彦（樂天河童進化後）
- 登場時期：AG、DP（客串）、旅途 目標是寶可夢大師

初登場於AG第12話。水屬性及草屬性寶可夢。是一间花店的主人所拥有的，会使用其他蓮葉童子学不会的「水枪」，之後自願跟著小剛旅行。在AG第19話学会了「飞叶快刀」。在AG第63話不小心掉進水井，經小剛救上來後突然進化成蓮帽小童，在AG第105話因碰到莎由梨的水之石而進化成樂天河童，还学会了「种子机关枪」。豐緣聯盟結束回到尼比道館後，因為牠喜歡跟孩子們玩，因此在小剛前往對戰開拓區旅行時，將牠留在深灰道館給弟弟照顧。
水躍魚→沼躍魚
- 日文配音員：林原惠（吉原・代替）→三木真一郎
- 登場時期：AG、DP（客串）、旅途 目標是寶可夢大師

初登場於AG第25話。水屬性及地上屬性寶可夢。是一隻不知從何處來的野生水躍魚，一開始並不信任小剛，但在經過與小剛的互動，開始對小剛的態度變得友善，後來被小剛收服。在AG第147話，與小智的森林蜥蜴對戰時進化成沼躍魚，並且學會地上系絕招「泥巴射擊」。在小剛前往神奧地區旅行時，將牠留在尼比道館給弟弟照顧。
盆才怪→樹才怪
- 日文配音員：阪口大助（日本）／何璐怡（香港）
- 登場時期：AG・DP

初登場於AG第155話。岩石屬性寶可夢。經常會哭（不過這是盆才怪絕對正常的生理反應）。是小剛唯一一隻帶同前往神奧地區的寶可夢，接替了佛烈托斯。在DP第14話，小剛的愛哭樹為了逃離火箭隊的綁架，拚命戰鬥而進化成樹才怪，進化後不再愛哭，並且在出場時喜歡起手敬禮（像大部份制服隊伍的Salute動作）。而在DP128話面對火箭隊時，學會了「臂力拳」。
未知的寶可夢：在精靈寶可夢超世代177中，火箭隊試圖搶走尼比道館的寶可夢時，武藏和小次郎說道館裡除岩石屬性外另有大量的水屬性寶可夢，包括暴鯉龍，水精靈和水箭龜等，但從來沒有露過面，也不見小剛和他弟弟次郎用過。

### 鑽石&珍珠登場的寶可夢
不良蛙
- 日文配音員：小西克幸（日本）／林保全（香港）
- 登場時期：DP、BW（客串）、旅途、旅途 目標是寶可夢大師

初登場於DP第8話。是毒屬性及格鬥屬性寶可夢。最初受火箭隊之邀成為火箭隊假道館的助手，在火箭隊的陰謀被破壞後，因看上小剛而成為小剛的寶可夢。這隻不良蛙性格比較古怪，有時候會看著鏡子中的自己或者站在一旁發呆，可以看出不良蛙應該是不喜歡和其他寶可夢在一起。不良蛙討厭吃甜的東西，吃的話會顯出難吃的表情。牠也看不慣小剛總是跑去跟女性搭訕，所以每當在小剛找女性搭訕時，會用毒屬性招式「毒擊」麻痺他並把他拖走，擔任先前小霞和小勝的角色，還曾經跟美麗花聯手阻止過，不過有時候看到小剛這個樣子也不會去管他，而且還會在小剛被拒絕的時候偷偷嘲笑他，在旅途 目標是寶可夢大師第5話中首次與小霞“合作”阻止小剛跟君莎搭訕。在DP第33話，因模仿蚊香蛙皇唯妙唯肖，而在寶可夢扮演大會中贏得優勝。不良蛙聽力十分靈敏，甚至在小光的捲捲耳躲在樹叢中以及有一次火箭隊三人組輕輕關上門幾乎沒有發出任何聲響的情況下牠都能意識到。此外，牠也非常冷靜沉穩，就算被武藏的飯匙蛇纏住的時候也沒有太多不適的表現。對於銀河隊三大幹部－鎮星的寶可夢毒骷蛙特別有仇，總是跟牠槓上，其實在第一次見面時就已經跟牠結下樑子，並從此視牠為宿敵。經過屢次的失敗後，終於在DP150話中以格鬥系絕招「劈瓦」一舉把牠擊敗。
蛋→小福蛋→吉利蛋→幸福蛋
- 日文配音員：伊東（日本）／陳皓宜（香港）
- 登場時期：DP

初登場於DP第38話。一般屬性寶可夢。DP第33話寶可夢扮演大會上，小剛獲得小福蛋的蛋作為冠軍獎品，並在DP第38話中孵化，與小剛相當親近。個子很小，但擁有非常大的力量，曾輕易將武藏的飯匙蛇甩飛，並可輕鬆地舉起將近100公斤的樹林龜，亦不費吹灰之力便把長毛豬停了下來。在DP第62話時學會了「神秘力量」。在DP第190話進化成吉利蛋，並學會「生蛋」。旅途特別篇已進化成幸福蛋。

### 其他神奇寶貝
- 其他
  - 花療環環（SM第103話，喬伊（阿羅拉地區）贈送）
- 託付給小剛照顧
  - 蛋（第045話，原小智獲得，後來搶去照顧）→波克比（第049話，孵化後主人變小霞）→波克基古（AG第045話，當集放生）